# Begleitheizung
Eine Begleitheizung, auch Rohrbegleitheizung, ist die Beheizung eines Rohres mit einer elektrischen Heizleitung, welche um das Rohr gelegt wird. Diese Beheizungsart wird beispielsweise verwendet, um wasserführende Leitungen im Winter vor Frost zu schützen oder Warmwassertemperaturen vorzuhalten. Die Heizleitungen sind aus Kunststoff mit eingearbeiteten Kohlenstoffteilchen, deren Bahnen stromführend sind und selbstlimitierend wirken.

Begleitheizung

Das Heizelement besteht aus einem speziellen Kunststoff mit eingebetteten Kohlenstoffteilchen, die zwischen den beiden parallelen Kupferleitern die Strompfade bilden. Steigt die Temperatur, so dehnt sich der Kunststoff aus, die Kohlenstoffpartikel entfernen sich mehr und mehr voneinander. Dadurch werden die Strompfade unterbrochen und die Heizleitung wärmt nicht mehr. Kühlt die Heizleitung ab, so ziehen sich die Kunststoffteilchen wieder zusammen und die Strompfade werden wiederhergestellt (die Heizleitung produziert Wärme). Durch diese Selbstlimitierung reagiert die Heizleitung auf Temperaturschwankungen an jedem beliebigen Punkt des Leitungssystems.
Die korrekte Montage ist wichtig, damit sich die Wärme gleichmäßig auf der Leitung verteilt. Die Heizleitung sollte schräg auf der Seite montiert werden (auf einem Uhren-Zifferblatt wären das die Positionen „4“ oder „8“ Uhr). Bei einer Chromstahlleitung kann die Heizleitung direkt auf das Rohr mit einem Kabelbinder (der Weichmacher-frei sein muss) montiert werden. Bei einer Kunststoffleitung sollte das Rohr vorher parallel zur Rohrlängsachse mit Aluminiumklebeband bedeckt werden. Dadurch ist eine bessere Wärmeverteilung auf dem Rohrumfang sichergestellt. Die Befestigung der Heizleitung erfolgt dann z. B. mit einem temperaturbeständigen Polyester- oder Glasseideklebeband, das alle 20 bis 25 cm ca. 2 bis 2,5-mal um die Rohrleitung gewickelt wird.